# Rufino
Rufino est une ville de la province de Santa Fe, en Argentine. 

## Géographie
Elle se trouve dans le Département de General López, à 260 km de la principale zone métropolitaine de la province de Gran Rosario, à 416 km de la capitale provinciale Santa Fe, près des frontières avec les provinces de Cordoba (à l'ouest) et de Buenos Aires (au sud), et à l’intersection des routes nationales 7 et 33.

## Histoire
La ville a été fondée par Gerónimo Segundo Rufino en 1886 quand la ligne de chemin de fer qui reliait Diego de Alvear (Santa Fe) à Villa Mercedes (San Luis) a été inaugurée. Les plans de la nouvelle ville ont été approuvés par le gouverneur de Santa Fe le 29 mars 1889 qui est reconnue comme la date de fondation officielle. Elle comptait 18.980 habitants selon le recensement de 2010 du National Institute of Statistics and Census of Argentina.

## Personnalités
- Ernesto Mastrángelo (1948-2023) footballeur argentin.
- Santiago Chocobares (1999-), joueur international de rugby à XV qui évolue au poste de centre avec le Stade toulousain.
- Americo Ortiz de Zarate (14/04/1948 - 26/09/1989) realisateur et metteur en scène. Otra historia de Amor.
- Amadeo Carrizo. Gardien de but River Plate et selection argentine.